# Svegliami
Svegliami (sottotitolato come Perizia Psichiatrica Nazionalpopolare) è un brano musicale del gruppo musicale punk rock italiano CCCP - Fedeli alla linea. È il secondo brano sul loro terzo album in studio, ovvero Canzoni preghiere danze del II millennio - Sezione Europa.

## Descrizione
Le sonorità di questo brano – insieme a quelle degli altri brani dell'album – si differenziano da quelle sentite negli album precedenti. Le tastiere sono l'elemento dominante al posto delle chitarre, e generalmente il suono è meno intenso.
Le interpretazioni del testo sono svariate. Alcune persone sostengono che il brano faccia riferimento all'epoca in cui Giovanni Lindo Ferretti aveva lavorato come operatore psichiatrico. Altri sostengono che il brano faccia confronto del attuale periodo storico visto dagli occhi di Giovanni Lindo Ferretti: un periodo che gli evoca uno stato confusionario dove egli non si riconosce. C'è, anche, chi sostiene che questa canzone abbia intuito le crisi del mondo attuale. Nel secondo verso del brano, si intuisce che l'autore stia cercando di trovare sollievo attraverso un rapporto amoroso. Nel brano ci sono molti riferimenti culturali e politici, come la scomparsa di Papa Paolo VI ed Enrico Berlinguer, e dei riferimenti all'AIDS (nonché all'HIV) , che in quel periodo storico rappresentò la forma principale di contagio nei paesi mediterranei.

## Formazione
- Giovanni Lindo Ferretti – voce
- Massimo Zamboni – chitarra elettrica
- Ignazio Orlando – basso elettrico, drum machine